# Mahdi Bara’ati
Mahdi Bara’ati (pers.  محمد برائتی) – irański zapaśnik w stylu wolnym. Srebrny medalista mistrzostw Azji w 2000. Drugi w Pucharze Świata w 1999; trzeci w 2001; piąty w 2000. Uniwersytecki wicemistrz świata w 2000 i 2002 roku.